# Siège Rai de Bologne
 (décembre 2019).
Si vous disposez d'ouvrages ou d'articles de référence ou si vous connaissez des sites web de qualité traitant du thème abordé ici, merci de compléter l'article en donnant les références utiles à sa vérifiabilité et en les liant à la section « Notes et références ».
Le siège Rai de Bologne (en italien Sede Rai di Bologna) est l'une des 21 directions régionales du réseau Rai 3, émettant sur la région de l'Émilie-Romagne et basée à Bologne.

## Histoire
Le siège Rai régional de l'Émilie-Romagne a été construit en 1986.

## Émissions régionales
- TGR Emilia-Romagna : toute l'actualité régionale diffusée chaque jour de 14h00 à 14h20, 19h30 à 19h55 et 00h10
- TGR Meteo : météo régionale, remplacé par Rai Meteo Regionale le 3 juin 2018
- Buongiorno Regione (en français « Bonjour Région ») : toute l'actualité régionale diffusée chaque jour du lundi au vendredi de 7h30 à 8h00, il n'est pas diffusé en été.